# 9 Pułk Ułanów Małopolskich
9 Pułk Ułanów Małopolskich (9 puł) – oddział kawalerii Wojska Polskiego w II Rzeczypospolitej.
W latach 1918–1920 pułk walczył na wojnie z Ukraińcami i bolszewikami, w 1939 w kampanii wrześniowej, za którą otrzymał Krzyż Srebrny Orderu Wojennego Virtuti Militari.
Pokojowym garnizonem pułku była Trembowla, a szwadronu zapasowego Stanisławów.

## Formowanie i zmiany organizacyjne
W listopadzie 1918 roku przystąpiono w Dębicy do formowania małopolskiego pułku kawalerii. Jego organizatorem i pierwszym dowódcą został rotmistrz Józef Dunin-Borkowski. Pułk zorganizowany został na wzór kawalerii legionów z 1917 roku, według regulaminu niemieckiego. 21 listopada 1918 roku wyruszył na front polsko-ukraiński 1 szwadron. Pozostałe szwadrony dołączały do pułku stopniowo, w miarę formowania. W grudniu 1918 roku na froncie, z ochotników lwowskich sformowano kompanię piechoty, która następnie została wcielona do pułku. Również w grudniu dołączył do pułku 2 szwadron z plutonem ckm. 3 szwadron wyruszył na front w lutym 1919 roku, skierowany został jednak na Śląsk Cieszyński. Do pułku dołączył w maju, w czasie polskiej ofensywy. Także w maju dołączył 4 szwadron, jednak tylko w składzie jednego plutonu konnego. Z powodu strat wycofany został do Dębicy, skąd po ponownym zorganizowaniu powrócił do pułku w grudniu 1919 roku. Do czerwca 1919 roku pułk występował pod nazwą pułku strzelców konnych, kiedy to otrzymał nazwę 9 pułk ułanów.
| Struktura i obsada personalna pułku w 1920 | Struktura i obsada personalna pułku w 1920   |
| Stanowisko                                 | Stopień, imię i nazwisko                     |
| ------------------------------------------ | -------------------------------------------- |
| Dowódca                                    | mjr Stefan Dembiński                         |
| Zastępca                                   | mjr Roman Machnicki                          |
| Adiutant pułku                             | por. Stefan Gołaszewski                      |
| Lekarz wet.                                | rtm. lek. wet. Józef Rosch                   |
| Lekarz                                     | kpt. lek. Stanisław Niedźwiedzia             |
| Oficer prowiantowy                         | por. Andrzej Kuczek                          |
| Dowódca I dywizjonu                        | rtm. Tadeusz Plesner                         |
| Dowódca II dywizjonu                       | rtm. Tadeusz Komorowski                      |
| Dowódca 1 szwadronu                        | por. Stanisław Grekowicz                     |
| Dowódca plutonu                            | ppor. Karol Hincz                            |
| Dowódca plutonu                            | wchm. Franciszek Gniłka (ranny VIII)         |
| Dowódca 2 szwadronu                        | por. Zdzisław Gawin Niesiołowski († 31 VIII) |
| Dowódca 2 szwadronu                        | rtm. Jan Szkuta                              |
| Dowódca 2 szwadronu                        | por. Edmund Wania                            |
| Dowódca plutonu                            | wchm, Karol Szewczyk                         |
| Dowódca plutonu                            | wchm. Karol Szataśny (ranny 19 VIII)         |
| Dowódca 3 szwadronu                        | por. Jan Tatara                              |
| Dowódca plutonu                            | por. Kazimierz Dzieliński                    |
| Dowódca plutonu                            | por. Stefan Ostrowski († 31 VIII)            |
| Dowódca 4 szwadronu                        | ppor. Adolf Lachowicz († 31 VIII)            |
| Dowódca 4 szwadronu                        | por. Michał Szafran                          |
| Dowódca plutonu                            | wchm. Józef Bokata                           |
| Dowódca 5 szwadronu                        | por. Władysław Spychalski                    |
| Dowódca szwadronu km                       | rtm. Jan Szymański                           |
| Dowódca szwadronu km                       | ppor. Tadeusz Tułasiewicz                    |
| Dowódca plutonu                            | ppor. Adolf Czarnota                         |
| Dowódca plutonu                            | ppor. Jan Pelczar (ranny 12 VIII)            |
| Dowódca plutonu                            | wchm. szt. Jan Puc                           |
| Dowódca szwadronu technicznego             | por. Wiesław Pożakowski                      |
| Dowódca plutonu marszowego                 | ppor. Konrad Bąkowski († 19 VIII)            |
| Oficer pułku                               | rtm. Kazimierz Kowalski                      |
| Oficer pułku                               | rtm. Bolesław Wojciechowski                  |
| Oficer pułku                               | por. Jan Romański                            |
| Oficer pułku                               | por. Adam Wilczek                            |
| Oficer pułku                               | ppor. Witold Bąkowski                        |
| Oficer pułku                               | ppor. Bolesław Magierowski († 31 VIII)       |
| Oficer pułku                               | ppor. Jan Perec                              |
| Oficer pułku                               | ppor. Tadeusz Szcholtz                       |
| Oficer pułku                               | ppor. Władysław Szymonowicz                  |
| Oficer pułku                               | ppor. Tadeusz Wiktor                         |

## Walki o granice 1918–1920 roku

### Wojna polsko-ukraińska
W związku z opanowaniem Lwowa i Małopolski Wschodniej aż do linii rzeki San przez oddziały ukraińskie, w listopadzie 1918 roku wybuchła wojna polsko-ukraińska. 21 listopada 1918 roku wyruszył na front polsko-ukraiński 1 szwadron z plutonem karabinów maszynowych. Skierowany do Przemyśla, osłaniał linię kolejową do Lwowa. W dniach 23–29 grudnia 1918 roku szwadron wziął bezpośredni udział w odsieczy Lwowa w składzie grupy płka Sopotnickego. Po powrocie ze Lwowa, stopniowo wzmacniany, od 2 stycznia 1919 roku bronił odcinka Medyka – Sądowa Wisznia, aż do majowej ofensywy 1919 roku. W związku ze spodziewaną ofensywą, dwa szwadrony liniowe i szwadron karabinów maszynowych scalono jako pułk strzelców konnych i przydzielono do 4 Dywizji Piechoty. W trakcie reorganizacji przybył z Dębicy 4 szwadron zapasowy. Dowódcą pułku został mjr Zygmunt Bartmański.
Po przełamaniu frontu ukraińskiego pod Krysowicami przez 4 Dywizję Piechoty, pułk działał w jej straży przedniej. Po walkach pod Samborem i Krukienicami 19 maja 1919 roku pułk zajął Drohobycz. Następnie w Stryju dołączył 3 szwadron. W trakcie dalszej ofensywy zajął 24 maja Kałusz, 27 maja Stanisławów – gdzie zdobył kilka pociągów wyładowanych żywnością i sprzętem wojskowym. Po kilkudniowym postoju pułk przeszedł do Halicza, gdzie częściowo przeprawił się przez Dniestr, ścigając nieprzyjaciela do Podhajc. 10 czerwca oddziały ukraińskie przeszły do kontrnatarcia w kierunku Czortków – Buczacz. Na południe od Buczacza, pod Sorokami, pułk stoczył ciężkie walki odwrotowe odrywając się od nieprzyjaciela. Przebijał się przez Jezierzany, by ponownie walczyć w odwrocie na terenie: Rohatyn – Sarnaki Górne – Narajów – Babuchów. Dalszy odwrót nastąpił nad rzekę Świrz, gdzie pułk obsadził odcinek obronny pod Hryhorowem. Podczas tych kilkudniowych walk obronnych nad Świrzem pułk otrzymał nazwę: 9 pułk ułanów oraz barwy proporczyków pułkowych.
Przegrupowanie i wzmocnione oddziały polskie przeszły ponownie do natarcia. Pułk osiągnął Podwysokie i Kozową, gdzie 2 lipca wcielony został do nowo formowanej 5 Brygady Jazdy. W dalszym pościgu pułk walczył pod Skałatem, gdzie 1 szwadron po brawurowej szarży zajął Mytnicę. Ostatecznie działania wojenne zakończyły się nad Zbruczem, gdzie pułk, pod Podwołoczyskami wszedł w styczność z oddziałami sowieckimi.

### Wojna polsko-bolszewicka
Po zakończonej wojnie polsko-ukraińskiej przystąpiono do działań zaczepnych na Wołyniu, gdzie w okolicy Równego zaczęły się koncentrować oddziały sowieckie. 9 sierpnia 1919 roku pułk wyruszył, w straży przedniej brygady na Równe i 12 sierpnia zajął Zdołbunów. Następnie pułk wszedł w skład 4 Brygady Kawalerii, zajmując Horodnicę. W okresie ogólnego zastoju na froncie dochodziło do drobnych starć z nieprzyjacielem. W październiku 1919 roku pułk wydzielono ze składu brygady. Przeszedł do samodzielnych działań bojowych na północ od linii kolejowej Kijów – Sarny. Pułk rozmieszczony został na odcinku rzeki Uborć, od Miłaszewicz do Choczyna, broniąc tam kilku dogodnych przepraw. Na początku grudnia dołączył nowo sformowany 4 szwadron, który został odwodem pułku. 24 grudnia pułk udał się w pościg za sowieckim oddziałem dywersyjnym, który przeszedł przez front. Pościg zakończył się rozbiciem oddziału dywersyjnego pod Dąbrowicą nad Horyniem. W lutym 1920 roku pułk przetransportowano na odpoczynek pod Równe. Dwumiesięczny postój wykorzystano na szkolenia i uzupełnienia. Skompletowano 4 szwadrony liniowe, szwadron techniczny i szwadron karabinów maszynowych. Sformowano również plutony karabinów maszynowych dla poszczególnych szwadronów liniowych. W skład nowo utworzonej 1 Dywizji Jazdy pułk wszedł w składzie 420 ułanów i 16 karabinów maszynowych.
24 kwietnia 1920 roku 4 Dywizja Kawalerii rozpoczęła działania w kierunku na Koziatyn. W trakcie działań początkowych, 22 kwietnia trzeci szwadron rozbił podjazd sowieckiej kawalerii, otwierając drogę na Koziatyn. Wieczorem, 24 kwietnia, pułk przeszedł kilkanaście kilometrów za rzekę Słucz, przygotowując atak. 25 kwietnia pułk uderzył na Prutówkę i odrzucił sowiecką kawalerię w kierunku na Żytomierz. Zagon na Koziatyn wykonano w ciągu 2 dni. Pod Halczyńcem stoczono walkę z sowieckim pociągiem pancernym. 26 kwietnia oddziały dotarły pod Koziatyn. Nocne natarcie na dworzec kolejowy nie przyniosło rozstrzygnięcia. Dopiero poranne uderzenie, przy wsparciu 14 pułku ułanów, odniosło sukces. W trakcie kilkugodzinnej bitwy zmuszono do kapitulacji kilkuset sowieckich żołnierzy. Straty wyniosły 8 rannych ułanów. Zdobyto: 27 dział, 176 karabinów maszynowych, samochód pancerny, 3 samoloty, 120 parowozów i 3000 wagonów z ładunkiem.
Wojska sowieckie, zmuszone do odwrotu na Wołyniu, oddały Żytomierz, Berdyczów i Korosteń. 3 maja 1 Dywizja Kawalerii dotarła pod Białą Cerkiew. Stąd pułk, samodzielnie, ruszył na Rokitno. Miasto bronione było przez oddziały sowieckie, wspierane przez pociągi pancerne. Szybkim natarciem 3 szwadron pułku zdobył dworzec kolejowy, zajmując transport sprzętu wojennego. Jednocześnie wojska polskie zajęły Kijów. Dalsze działania charakteryzowały się drobnymi starciami z opóźnionymi w odwrocie oddziałami sowieckimi. 15 maja pułk przeszedł do Taraszczy, skąd prowadził działania ubezpieczające, docierając do Korsunia.

### Mapy walk pułku

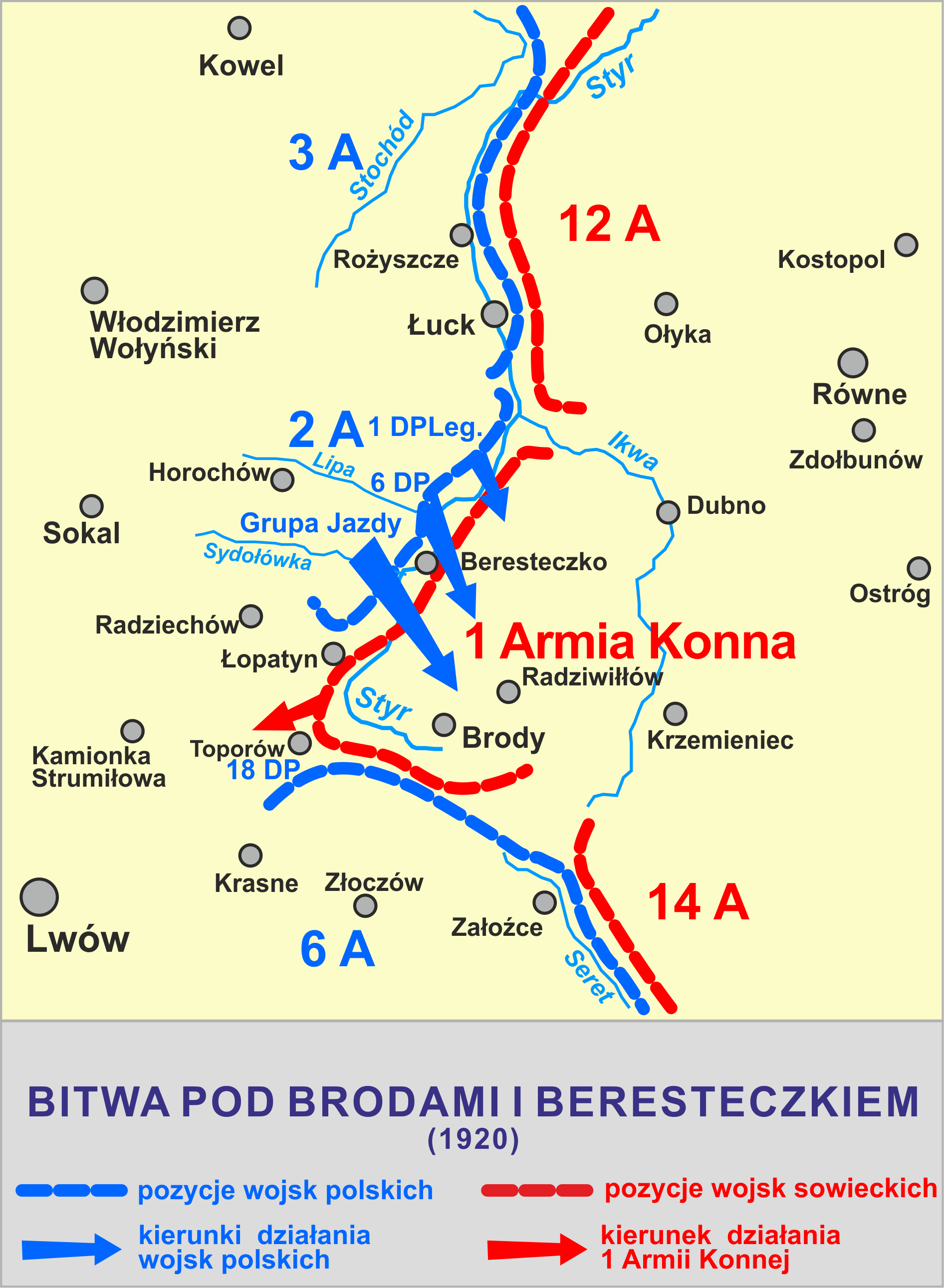
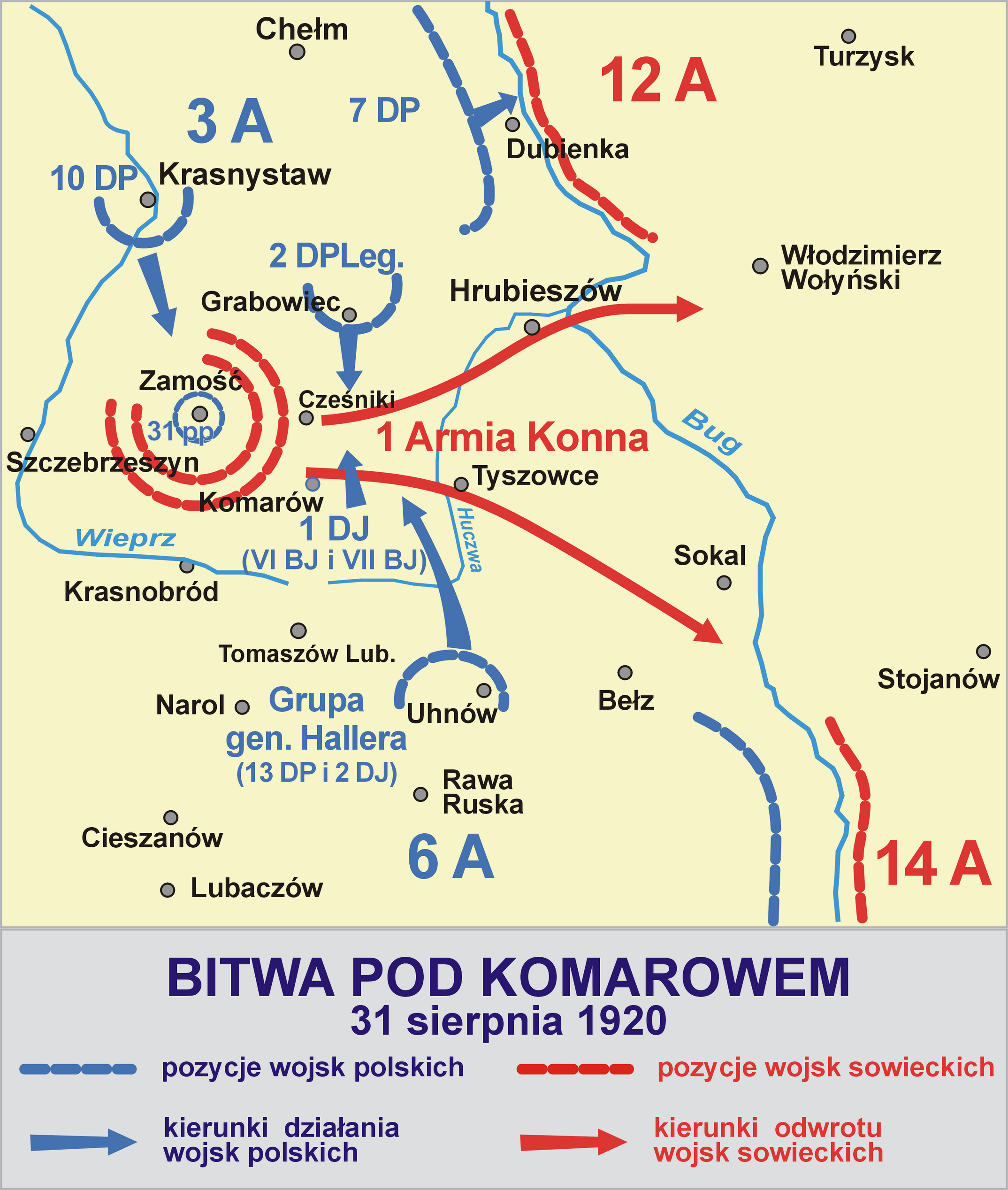

### Kawalerowie Virtuti Militari
| Żołnierze pułku odznaczeni Krzyżem Srebrnym Orderu Wojskowego Virtuti Militari za wojnę 1918–1920: | Żołnierze pułku odznaczeni Krzyżem Srebrnym Orderu Wojskowego Virtuti Militari za wojnę 1918–1920: | Żołnierze pułku odznaczeni Krzyżem Srebrnym Orderu Wojskowego Virtuti Militari za wojnę 1918–1920: |
| -------------------------------------------------------------------------------------------------- | -------------------------------------------------------------------------------------------------- | -------------------------------------------------------------------------------------------------- |
| wachm. Marian Baran                                                                                | wachm. Marian Bednarski                                                                            | uł. Izydor Biela                                                                                   |
| st. wachm. Józef Bokota                                                                            | ppor. Konrad Bąkowski †18 VIII 1920                                                                | mjr Zbigniew Brochwicz-Lewiński                                                                    |
| kpr. Jan Ciągło                                                                                    | por. Adolf Czarnota                                                                                | wachm. Jan Cwanek                                                                                  |
| plut. Antoni Daniłłowicz                                                                           | mjr Stefan Jacek Dembiński                                                                         | ppłk Józef Dunin-Borkowski                                                                         |
| kpr. Stefan Dziąg                                                                                  | rtm. Kazimierz Dzieliński                                                                          | plut. Julian Gałkowski                                                                             |
| wachm. Franciszek Gniłka                                                                           | rtm. Stanisław Grekowicz                                                                           | plut. Jan Grzegórski                                                                               |
| st. uł. Filip Grzywacz                                                                             | kpr. Józef Hamala                                                                                  | rtm. Tadeusz Komorowski                                                                            |
| wachm. Franciszek Kopczyński                                                                       | rtm. Kazimierz Kowalski                                                                            | wachm. Jan Książek                                                                                 |
| rtm. Andrzej Kuczek                                                                                | por. Adolf Lachowicz                                                                               | wachm. Karol Lewczyk                                                                               |
| kpr. Stanisław Łęgorz                                                                              | mjr Roman Machnicki                                                                                | st. wchm. Adam Majewski                                                                            |
| uł. Wawrzyniec Makowski                                                                            | ppor. Bolesław Magierowski                                                                         | wachm. Franciszek Mroczkowski                                                                      |
| kpr. Władysław Nowowiejski                                                                         | plut. Wacław Nowicki nr 3099                                                                       | por. Zdzisław Niesiołowski                                                                         |
| kpr. Leon Olenderek                                                                                | ppor. Stefan Ostrowski                                                                             | ppor. Jan Papeć                                                                                    |
| por. Jan Pelczar                                                                                   | kpr. Jan Pierzyński                                                                                | rtm. Władysław Płonka                                                                              |
| uł. Franciszek Polaczkiewicz                                                                       | rtm. Wiesław Pożakowski                                                                            | kpr. Andrzej Pruszyński nr 2200                                                                    |
| st. wchm. Jan Puc                                                                                  | uł. Baltazar Rewucki                                                                               | uł. Władysław Rembielak                                                                            |
| wachm. Jan Franciszek Rejniak                                                                      | wachm. Julian Rozporski                                                                            | rtm. Władysław Spychalski                                                                          |
| plut. Jan Stala                                                                                    | rtm. Michał Szafran                                                                                | rtm. Jan Szymański                                                                                 |
| ppor. Tadeusz Stych-Ślusarczyk                                                                     | wachm. Karol Szałaśny                                                                              | rtm. Jan Szkuta                                                                                    |
| rtm. Jan Tatara                                                                                    | wachm. Tadeusz Trębiński                                                                           | kpr. Antoni Turowski                                                                               |
| por. Edward Wania                                                                                  | st. wachm. Franciszek Wieczerzak                                                                   | plut. Kazimierz Winczura                                                                           |
| st. uł. Kazimierz Witkowski                                                                        | rtm. Bronisław Wojciechowski                                                                       | uł. Józef Zieliński                                                                                |
| ppor. Bolesław Ziemba                                                                              | st. wchm. Władysław Ziobro                                                                         | st. uł. Józef Żurkowski                                                                            |
| rtm. Tadeusz Tułasiewicz                                                                           | | |

## Pułk w okresie pokoju

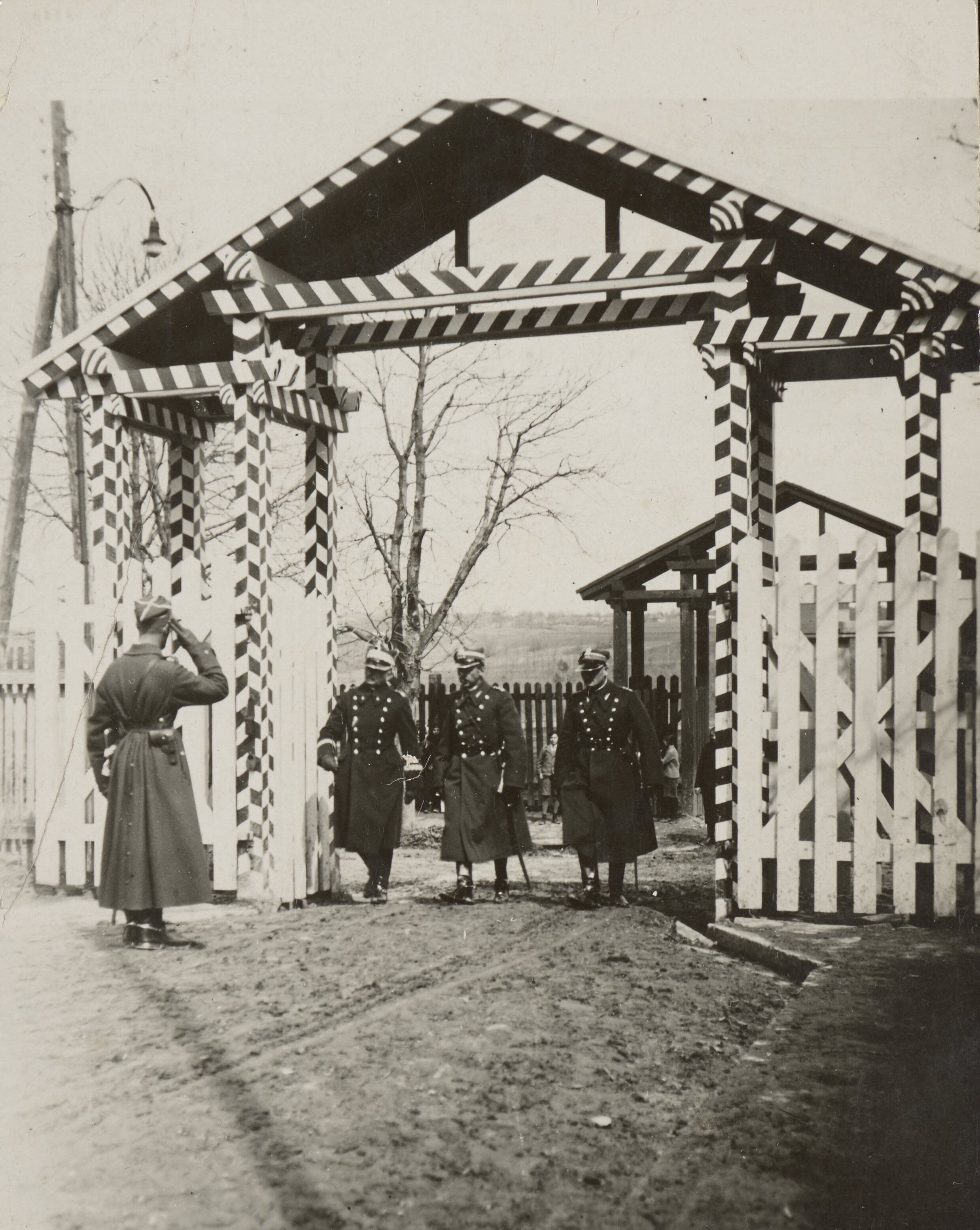
Inspekcja pułku w Trembowli, 1931

Od grudnia 1920 do marca 1921 pułk stacjonował w rejonie Młynowa, a następnie przeszedł do Żółkwi. W latach 1921-1922 kolejnymi garnizonami pułku były: Brody, Tarnopol, Złoczów, Brzeżany. Na przełomie 1922 i 1923 pułkowi wyznaczono jako garnizony pokojowe Czortków i Trembowlę na Podolu.
W latach 1921–1924 pułk wchodził w skład VI Brygady Jazdy. Wiosną 1924, wraz ze zmianą terminu „jazda" na „kawaleria", wszedł w skład 6 Samodzielnej Brygady Kawalerii. Wiosną 1937 brygada ta została przeformowana w Podolską Brygadę Kawalerii. Pułk pozostał w jej składzie.
Koszary pułku
Pułk formowany był od 1 listopada 1918 w koszarach kawaleryjskich w Dębicy, gdzie do 1921 stacjonował jego szwadron zapasowy. Pod koniec lutego 1921 z rejonu Młynowa do koszar w Żółkwi przeniosło się dowództwo, szkoła podoficerska oraz szwadrony gospodarczy i zapasowy. Z uwagi na remont koszar, reszta szwadronów stacjonowała po okolicznych wioskach. W czerwcu 1921 pododdziały pułku przeniesione zostały do Brodów i Tarnopola. W Brodach szwadrony 3. i 4. (a być może również 1. i 2.) zajęły prawdopodobnie koszary „Na Jurydyce”, natomiast w Tarnopolu dowództwo pułku i szwadron ckm zajął dawne koszary austriackiego 2 pułku dragonów w rejonie ulic Zawodska–Dubowecka. Szwadron zapasowy stacjonował początkowo w Brzeżanach przy ul. Adama Mickiewicza, a od 1923 w koszarach 6 pułku Ułanów Kaniowskich w Stanisławowie.

Z końcem 1922 szwadrony 1. i  2. przeniesiono do Czortkowa, 3. i 4. szwadron do Trembowli, a pluton pionierów do Brzeżan. W drugiej połowie 1923 do Czortkowa przeniosło się dowództwo pułku i szwadron ckm, a 1. szwadron przeszedł do Trembowli. 

W tym czasie w Czortkowie istniały trzy kompleksy koszarowe. Do 1914 zajmowane były przez austriacki III/95 pułk piechoty i 1/2 pułk dragonów. Część pododdziałów 9 pułku ułanów nie zmieściła się jednak w koszarach i kwaterowała we wsi Wygnanka.
Koszary Górne miały pojemność dwóch szwadronów. Był to jeden podłużny budynek stajni, dwa bloki koszarowe, budynek dowództwa i kryta ujeżdżalnia. Koszary Dolne pomieściły jeden szwadron. Ponadto w Wygnance [obecnie (2020) Czortków, ul. W. Czapajewa] mieściły się prowizorycznie naprawione budynki porosyjskich składów wojskowych, do 1914 wykorzystane przez Austriaków na magazyny żywnościowe i mundurowe austriackiego III/95 pułku piechoty.
Od 1 czerwca 1929 pułk zaczął opuszczać koszary w Czortkowie i przemieszczać się w rejon Trembowoli. Jako że remont trembowolskich koszar nie był jednak jeszcze ukończony, więc do jesieni 2 szwadron kwaterował w Podhajczykach, a szwadron ckm w Łoszniowie. W Trembowli funkcjonowały dwa kompleksy koszarowe oddalone od siebie o około 800 m. Koszary Chrzanowskiej znajdowały się przy dzisiejszej (2020) ulicy Siczowych Strilciw 62(7); do 1914 zajmowane były przez II/2 pułku dragonów. Był to podłużny budynek koszarowy i zespół ośmiu niedużych stajni o pojemności plutonu każda. W czasie wojny zniszczony został budynek oficerski, część żołnierskiego i część stajni. Po odbudowie w koszarach tych zakwaterowano 1., 3. i 4. szwadron. W 1937 skarb państwa odkupił budynki od magistratu Trembowli. 

Kolejny kompleks – Koszary Czarnieckiego - znajdowały się przy dzisiejszej (2020) ulicy Siczowych Strilciw 59 i 68(7). Do 1914 zajmował je 32 batalion jegrów polowych. Po wojnie odbudowano dom oficerski, naprawiono budynek żołnierski i wybudowano magazyn mobilizacyjny, duży budynek mieszczący dowództwo, kwatermistrzostwo, kasyno, wartownię i areszt oraz dwie obszerne stajnie o kształcie podkowy. Jedną z nich zajęły konie szwadronu ckm, a drugą 2. szwadronu, plutonu łączności i dowództwa 9. puł.

W 1933 na terenie koszar odsłonięto pomnik z nazwiskami poległych, a w listopadzie 1934 oddano do użytku nową krytą ujeżdżalnię i budynek ambulansu weterynaryjnego. Na terenie koszar pod płytą nagrobną z wyrytym życiorysem spoczął ostatni koń bojowy wojny polsko-bolszewickiej – 29-letni Selim, będący własnością organizatora i pierwszego dowódcy 9 puł., ppłk. Józefa Dunina-Borkowskiego.
Koszary Górne w Czortkowie w II dekadzie XXI w. zajmowała armia ukraińska, a obecnie (2020) w większości stoją puste. W byłej krytej ujeżdżalni lokują się różne firmy i powstają magazyny. Koszary Dolne zamieniono na mieszkania, a w miejscu magazynów na Wygnance wzniesiono po II wojnie światowej fabrykę cukierków, obecnie zrujnowaną. 

W Tarnopolu zachowały się koszarowce i część zabudowy pomocniczej w części zajęte przez ukraińską 44 Samodzielną Brygadę Artylerii.

Koszary Czarnieckiego w Trembowli długo stały puste, a obecnie (2020) część budynków po zachodniej stronie ulicy jest remontowana, z przeznaczeniem dla pododdziałów 44 Samodzielnej Brygady Artylerii. Kryta ujeżdżalnia i ambulans są nieużytkowane. Nieużytkowany jest też kompleks czterech małych stajni w Koszarach Chrzanowskiej, a były budynek koszarowy pełni funkcje mieszkalne.
Konie
Konie starano się grupować według maści w poszczególnych pododdziałach według następującego schematu: 1. szwadron – kasztany, 2. szwadron – jasnogniade, 3. szwadron – gniade, 4. szwadron – kare, szwadron ciężkich karabinów maszynowych – kare, pluton łączności i pluton trębaczy – konie siwe. Od początku lat 30. XX w zaczęto w pułku zwiększać liczebność koni ciemnych: gniadych, skarogniadych i karych. W związku z tym w plutonie trębaczy jeżdżącym na siwkach konie fanfarzystów były kare.
| Pułk w planie mobilizacyjnym „S” | Pułk w planie mobilizacyjnym „S” | Pułk w planie mobilizacyjnym „S” |
| Nazwa pododdziału                | Termin                           | Miejsce mobilizacji              |
| -------------------------------- | -------------------------------- | -------------------------------- |
| dowódca pułku z drużyną          | alarm                            | Czortków                         |
| pluton łączności                 | alarm                            | Czortków                         |
| 1÷2 szwadrony                    | alarm                            | Czortków                         |
| 3÷4 szwadrony                    | alarm                            | Trembowla                        |
| szwadron karabinów maszynowych   | alarm                            | Czortków                         |
| kolumna taborowa nr 671          | 5                                | Stanisławów                      |
| kolumna taborowa nr 672          | 7                                | Stanisławów                      |
| kolumna taborowa nr 682          | 12                               | Stanisławów                      |
| uzupełnienie do czasu „W”        | 6                                | Stanisławów                      |
| PKU Czortków                     | 2                                | Czortków                         |
| szwadron marszowy 1/9 puł.       | 18                               | Stanisławów                      |
| szwadron zapasowy                | do 15                            | Stanisławów                      |

| Obsada personalna i struktura organizacyjna w marcu 1939: | Obsada personalna i struktura organizacyjna w marcu 1939: |
| Stanowisko                                                | Stopień, imię i nawisko                                   |
| Dowództwo                                                 | Dowództwo                                                 |
| --------------------------------------------------------- | --------------------------------------------------------- |
| dowódca pułku                                             | ppłk dypl. Klemens Rudnicki                               |
| I zastępca dowódcy                                        | ppłk Stefan Władysław Gołaszewski                         |
| I zastępca dowódcy (dubler)                               | mjr dypl. Grzegorz Bolesław Dobrowolski-Doliwa            |
| adiutant                                                  | rtm. Hugo Henryk Marian Konrberger                        |
| naczelny lekarz medycyny                                  | por. lek Alfred Paczkowski                                |
| lekarz weterynarii                                        | kpt. dr Walerian Rutkowski                                |
| II zastępca dowódcy (kwatermistrz)                        | mjr Stefan II Tomaszewski                                 |
| oficer mobilizacyjny                                      | mjr Zygmunt Edward Elsner                                 |
| zastępca oficera mobilizacyjnego                          | rtm. adm. (kaw.) Bohdan Stanisław Zaorski                 |
| oficer administracyjno-materiałowy                        | chor. Wacław Semeniuk                                     |
| dowódca szwadronu gospodarczego                           | rtm. Hugo Henryk Marian Konrberger                        |
| oficer gospodarczy                                        | por. int. Wilhelm Tadeusz Wołoszyn                        |
| oficer żywnościowy                                        | por. Zygmunt Małachowski                                  |
| dowódca plutonu łączności                                 | rtm. Michał Kowalski                                      |
| dowódca plutonu kolarzy                                   | ppor. Włodzimierz Brunon Siemiński                        |
| dowódca plutonu ppanc.                                    | vacat                                                     |
| 1 szwadron                                                |                                                           |
| dowódca 1 szwadronu                                       | rtm. Bronisław Jan Ciepiela                               |
| dowódca plutonu                                           | ppor. Jan Antoni Pragłowski                               |
| 2 szwadron                                                |                                                           |
| dowódca 2 szwadronu                                       | rtm. Antoni I Bielecki                                    |
| dowódca plutonu                                           | por. Władysław Antoni Piotrowski                          |
| dowódca plutonu                                           | ppor. Tadeusz Teodor Drobniak                             |
| dowódca plutonu                                           | ppor. Włodzimierz Brunon Siemiński                        |
| 3 szwadron                                                |                                                           |
| dowódca 3 szwadronu                                       | rtm. Edward Ksyk                                          |
| dowódca plutonu                                           | ppor. Bogdan Włodzimierz Neumann                          |
| dowódca 4 szwadronu                                       | p.o. por. Józef Kołat                                     |
| dowódca plutonu                                           | por. Wacław Moszyński                                     |
| dowódca plutonu                                           | por. Stanisław Feliks Ruciński                            |
| Szwadron km                                               |                                                           |
| dowódca szwadronu km                                      | rtm. Stanisław Szczepan Juszczak                          |
| dowódca plutonu                                           | por. Kazimierz Klaczyński                                 |
| dowódca plutonu                                           | ppor. Edward Romanowski                                   |
| dowódca plutonu                                           | chor. Adam Majewski                                       |
| Szwadron zapasowy                                         |                                                           |
| dowódca szwadronu zapasowego                              | rtm. Erwin Friedberg                                      |
| zastępca dowódcy                                          | vacat                                                     |
| na kursie                                                 | rtm. Edward Stanisław Pałka                               |
| na kursie                                                 | rtm. Jerzy Poborowski                                     |
| na kursie                                                 | por. Antoni Nitecki                                       |
| na kursie                                                 | por. Tadeusz Jan Wojnarowski                              |

## 9 puł. w kampanii wrześniowej

### Mobilizacja
9 pułk ułanów został zmobilizowany w swoim składzie etatowym w mobilizacji alarmowej w grupie żółtej w dniach 27–29 sierpnia 1939 roku w garnizonie w Trembowli. Dodatkowo w szwadronie zapasowym 9 pułku ułanów w Stanisławowie w ramach mobilizacji alarmowej w grupie zielonej zmobilizowano:
- kolumnę taborową kawaleryjską typ II nr 642
- park intendentury typ II nr 642
- kolumnę taborową kawaleryjską typ II nr 643

w ramach I rzutu mobilizacji powszechnej
- szwadron marszowy Podolskiej BK nr 2 (9 puł.)[18]

29 i 30 sierpnia pułk załadowano do transportów kolejowych i odjechał na teren Wielkopolski przez Tarnopol, Lwów, Tarnów, Kraków, Częstochowę i Kutno. 31 sierpnia i 1 września 1939 roku transporty pułku wyładowano w Nekli koło Gniezna. 

### Działania bojowe

#### Działania w Wielkopolsce i odwrót
1 września 1939 r. pułk zajął stanowiska w rejonie Wagowo, Czachurki. Nocą 2/3 września 9 puł. wraz z Podolską Brygadą Kawalerii przeszedł na zachodni brzeg Warty, na północ od miejscowości Wysogotowo zajmując obronę i luzując tam bataliony Obrony Narodowej. 3 września pułk wysyłał patrole bojowe i podjazdy w kierunku Szamotuły-Zbąszyń-Wronki-granica państwowa i prowadził działania obronne w ramach Podolskiej BK. Od 3 do 7 września z 9 puł. wydzielono 2 szwadron, który działał na południe od Poznania i w rejonie samego miasta. Dokonywał zniszczeń i osłaniał pracujących saperów. Stoczył dwie walki; nocą 4/5 września z dużą grupą dywersyjną, 6 września stoczył potyczkę z patrolami rozpoznawczymi nieprzyjaciela. Dołączył do pułku w rejonie Sompolna. 4 września pułk stacjonował w lesie pomiędzy Bogucinem a Zieleńcem, częścią sił osłaniał jeden z mostów w Poznaniu na szosie w kierunku Gniezna. Nocą 4/5 września 9 pułk wraz z brygadą przeszedł na wschodni brzeg Warty. 5 września dotarł do lasów na południe od Gniezna. Następnie podjął marsz w kierunku południowo-wschodnim osiągając rano 6 września rejon Brudzewa, następnie nocą dotarł do wsi Różnowa na zachód od Kleczewa. 
Nocą 6/7 września zaś las na południe od Sompolna. Następnie pułk przemieścił się w kierunku Ślesina. Kolejny nocny marsz pozwolił dotrzeć ułanom 9 pułku do kolonii Czołowo 3 km od Koła. Podolska BK, a w jej składzie 9 puł. wieczorem 8 września weszła w skład Grupy Operacyjnej gen. bryg. Stanisława Grzmota-Skotnickiego. 

#### Udział w bitwie nad Bzurą
W ramach podjętego rano 9 września natarcia z pułku wydzielono grupę pod dowództwem mjr. Stefana Tomaszewskiego w składzie; 3 i 4 szwadron, dwa plutony ckm, pluton ppanc. brygadowy 6 szwadron kolarzy oraz przydzielono baterię 2/6 dywizjonu artylerii konnej. Grupa ta miała obsadzić mosty na Nerze koło Dąbia. Wysłano z pułku rozpoznanie w kierunku Uniejowa w sile plutonu kolarzy z dwoma samochodami pancernymi 62 dywizjonu pancernego, stoczyło walkę z niemieckim pododdziałem zmotoryzowanym. W trakcie czego poległo 3 żołnierzy plutonu, w tym ppor. W. Siemiński. Kontratak 4 szwadronu i plutonu czołgów rozpoznawczych z 62 dywizjonu pozwolił wycofać się plutonowi kolarzy z walki. Nocą przez ubezpieczany przez 9 puł. most na Nerze w Dąbiu przeszła Podolska BK w kierunku Uniejowa, a za nią na końcu kolumny dołączył 9 p uł. 10 września około 7.00 pułk zatrzymał się na postój ubezpieczony w rejonie Biernacice-Wojciechów. Prowadząc działania rozpoznawcze, zdobył kilka samochodów niemieckich z zaopatrzeniem. Następnie podjął dalszy marsz przez Zelgoszcz, gajówkę Dzierżawy i folwark Mrówna osiągnął po południu Wartkowice. Na rozkaz dowódcy brygady 4 szwadron z plutonem ckm wykonał w godzinach popołudniowych rozpoznanie, w trakcie czego został ostrzelany ogniem niemieckiej artylerii w rejonie Wytrzyszczki, na noc zajął stanowiska w rejonie Chrząstowa Starego. 1 szwadron z plutonem ckm rozpoznawał rejon od Wartkowic na Poddębice. W godzinach popołudniowych 9 puł. bez 4 szwadronu przegrupował się do lasu Marysławów–Mikołajew na południe od Parzęczewa. Szwadron 1/9 puł. wsparł napadniętą przez niemieckich kolarzy i samochody pancerne maszerującą samotnie baterię 2/6 dak w rejonie Golic i dopomógł w pomyślnym zakończeniu walki. W nocy do pułku powróciły z podjazdów 1 i 4 szwadrony. 11 września 9 pułk ułanów wsparty przez baterię 3/6 dak opanował w walce w godz. 14-15 Parzęczew. Około 17:00 pułk wyruszył z 3/6 dak do rejonu miejscowości Ujazd, celem obejścia rejonu Białej Góry. W trakcie marszu stoczył walkę z niemieckim pododdziałem piechoty, który przekroczył Ner, wyrzucając go za rzekę. 12 września o świcie 9 puł. wspierając natarcie 7 batalionu strzelców i 6 pułku ułanów atakował pododdziały niemieckiej 221 DP, które przekroczyły Ner. Po osi Idzikowice-Nasale w kierunku Białej Góry ze wsparciem baterii 3/6 dak. Natarcie pułku zaległo, nieprzyjaciel utrzymał swoje stanowiska. Po nieudanym natarciu pułk nocą oderwał się od oddziałów niemieckiej 221 DP i odmaszerował jako straż tylna brygady po osi Woźniki, Borsztyn do Sierpowa. Szwadron 2/9 puł. dopomógł oderwać się od sił niemieckich 7 batalionowi strzelców. 
13 września pułk z 3/6 dak przemaszerował z Sierpowa przez Łęczycę do Błoni, gdzie zluzował 6 pułk ułanów. Dalszy marsz odbył pułk nocą 13/14 września osiągając rejon folwarku Gołocice przy torze kolejowym Łęczyca-Kutno. Po odpoczynku, uzupełnieniu amunicji i wyposażenia Podolska BK weszła w skład utworzonej wraz z Wielkopolską Brygadą Kawalerii, Grupy Operacyjnej Kawalerii gen. bryg. Romana Abrahama. 9 pułk ułanów podjął ok. 70 km marsz poprzez Kutno, Oporowo, Żychlin, gdzie był niegroźnie bombardowany, do Janówek Kolonia i Anatolin-Remków, gdzie zatrzymał się na postój. Nocnym marszem 15/16 września poprzez Lwówek, Sanniki i Brzozów doszedł na postój w lesie na północ od wsi Budy Stare. Nocą 16/17 września 9 pułk wraz z 3/6 dak stanowił boczną kolumnę marszową Podolskiej BK. Doszedł do przeprawy przez Bzurę pod Wartkowicami, z powodu zniszczenia mostu, przeprawił się w bród. Poprzez Famułki Brochowskie, Bromierzyk maszerował w kierunku południowej części Puszczy Kampinoskiej.

#### W Puszczy Kampinoskiej
O świcie 17 września 9 puł. dotarł do wsi Bieliny i po krótkim odpoczynku wyruszył w kierunku Łupca. W trakcie marszu pododdziały pułku nawiązały styczność bojową z niemiecką piechotą zmotoryzowaną wspartą czołgami. Czołowy 4 szwadron z plutonem ckm związał się walką, wsparty przez 3 szwadron, odrzuciły z osi marszu pododdział niemiecki. W trakcie dalszego marszu nowa straż przednia pułku w składzie 2 szwadronu stoczyła dwugodzinną walkę z niemiecką piechotą w rejonie Górki-Nowe Budy. Poległo 3 ułanów, a 4 zostało rannych. W trakcie dalszego marszu ok. godz. 17.00 czołowy 2 szwadron dotarł do skraju lasu w okolicy wsi Grabina i Roztoka, napotykając oddział piechoty niemieckiej. Natarcie 2 szwadronu zaległo w ogniu artylerii i broni maszynowej. Na idący w straży tylnej 4 szwadron uderzyła niemiecka piechota i czołgi. Zniszczono dwa czołgi niemieckie tracąc armatę ppanc. Natarcie na Grabinę 3 szwadronu doprowadziło do zniszczenia 3 niemieckich czołgów. 9 pułk ułanów przeszedł do obrony odpierając dalsze natarcia wroga niszcząc następnych kilka czołgów. Pułk oderwał się po zmroku od nieprzyjaciela przechodząc w kierunku północnym w głąb lasów na wypoczynek. W trakcie boju o wieś Grabina 9 puł. stracił 33 poległych i ponad 50 rannych ułanów. Prowadzone działania rozpoznawcze pozwoliły stwierdzić, że pułk ułanów małopolskich znalazł się w okrążeniu. W trakcie odskoku odłączył się 3 szwadron. 18 września pułk dotarł do Kolonii Roztoka, tu został ostrzelany przez artylerię niemiecką, utracił kolejną armatę ppanc. W pobliżu miejscowości Janówka 9 p uł. nawiązał kontakt z 15 pułkiem ułanów, wraz z którym maszerował w kierunku Palmir. 

#### Walki o Sieraków i Laski
Nocą 18/19 września pułk podjął marsz jako oddział straży tylnej GO Kaw. gen. Abrahama. Dotarł w rejon Sierakowa. 19 września do pułku dołączył 3 szwadron. Do natarcia od południa na Sieraków przystąpiły 2 i 4 szwadrony wsparte ckm i pozostałymi armatami ppanc. W momencie wdarcia się do Sierakowa obu szwadronów, uderzyły niemieckie czołgi, które odparto z najbliższej odległości przy pomocy kb ppanc. i pozostałych armat ppanc. Czołgi wycofały się do środka wsi i do lasu. Sieraków został opanowany natarciem 9 puł. oraz 14 pułku ułanów i 17 pułku ułanów. Rano 19 września dowództwo niemieckiej 1 Dywizji Lekkiej wyprowadziło silne natarcie z kierunku Truskawia i skraju lasu Izabelin na Sieraków, kilkudziesięcioma czołgami. Atak niemiecki załamano w ogniu baterii 3/6 dak, działonów 7 dywizjonu artylerii konnej, plutonu ppanc 14 puł. i plutonu czołgów rozpoznawczych 71 dywizjonu pancernego. W trakcie walk w Sierakowie poległ rtm. Jerzy Poborowski, ppor. rez. W. Ścibor-Rylski, ppor. G. Zaborowski i ppor. rez. T. Dąbrowiecki, poległo 7 podoficerów, poległo i zostało rannych kilkudziesięciu ułanów. Rannych zostało 4 oficerów. O godz. 11.00 do natarcia na miejscowość Laski przystąpiły 9 pułk ułanów mając w I rzucie 2 i 4 szwadron i część szwadronu ckm, ze wsparciem 3/6 dak oraz 17 pułk ułanów ze wsparciem 1 i 2 baterii 7 dak. Oba pułki zdobyły osiedle domków letniskowych i zostały zatrzymane na przedpolu Zakładu Ociemniałych w Laskach z uwagi na kontrataki piechoty i czołgów niemieckich z 1 DLek. oraz silny ogień artylerii i broni maszynowej. Wprowadzone do natarcia 7 pułk strzelców konnych i 6 pułk ułanów ze wsparciem 3/7 dak nie osiągnęły sukcesu i również zaległy na przedpolu Zakładu dla Ociemniałych w Laskach. Ze względu na brak powodzenia w natarciu na Laski i koncentrację dużych sił 1 D. Lek., gen. bryg. dr Roman Abraham przerwał dalsze natarcie i rozkazał 14 pułkowi ułanów wykonać natarcie w kierunku Młocin. Ułani jazłowieccy przedarli się wykonując szarżę w szyku konnym poprzez miejscowość Wólka Węglowa i Placówka. W szarży brała udział część szwadronu ckm i 1 szwadronu 9 pułku ułanów, które nie brały bezpośredniego udziału w natarciu na Laski. W szarży poległo kilku ułanów małopolskich, w tym por. W. Moszyński i rannych zostało kilkunastu ułanów, w tym rtm. B. Ciepiela i por. K. Klaczyński. Po zmroku 19 września 9 puł. i inne jednostki oderwały się od wojsk niemieckich w Laskach i skoncentrował się w gajówce Smolarnia. Szwadron 2/9 puł. samodzielnie zatrzymał się w rejonie Laski--Wólka Węglowa. Dywizjon 9 pułku w składzie 1 i 3 szwadron pod dowództwem mjr. Z. Elsnera od wieczora ubezpieczał GOKaw. gen. Abrahama od strony Wólki Węglowej. 3/9 p uł. dołączył do pułku, a 1 szwadron, celem odwrócenia uwagi od marszu GOKaw. do Warszawy wykonał wypad na stanowiska niemieckie na skraju Wólki Węglowej. Atak 1 szwadronu został odparty, a rtm. E. Pałka i mjr Z. Elsner dostali się do niewoli niemieckiej. Nocą 19/20 września zgodnie z rozkazem dowódcy GOKaw. 9 pułk ułanów rozpoczął przedzieranie się do Warszawy, maszerował lasem omijając Wólkę Węglową od południa. W trakcie marszu nastąpiło rozerwanie kolumny pułku na mniejsze grupy. Ostatecznie w godzinach porannych 9 puł. dotarł na teren CIWF na Bielanach i tam odpoczywał. 2 szwadron zebrał pozostających jeszcze w puszczy; koniowodnych, tabor bojowy pułku, kuchnię i rannych ułanów na wozach i dotarł do CIWF późnym popołudniem 20 września. Do Warszawy dotarło z 9 puł. ok. 500 ułanów i ok. 400 koni, 6 ckm i 1 armatka ppanc. 

#### W obronie Warszawy
21 września pułk przeszedł do koszar 1 pułku szwoleżerów. Nazajutrz przeprowadzono reorganizację Podolskiej BK i jej pułków. W 9 pułku ułanów uzupełniono do pełnych stanów 2 i 3 szwadrony pozostałościami innych pod dowództwem rtm. A. Bieleckiego i rtm. E Ksyka i wystawiono dwa plutony ckm, z ułanów bez koni utworzono szwadron pieszy por. J. Kołata, który wszedł w skład Zgrupowania Nadwyżek Pułkowych. Do pułku przydzielono 2 zbiorczy szwadron rtm. Władysława Domiszewskiego z rozwiązanego 6 p uł. 23 września 9 p uł. przegrupowano na Al. Szucha. Spieszony 9 pułk zajął stanowiska obronne w linii bojowej, 24 września w rejonie ul. Chełmskiej od ulic Belwederskiej do Zakrzewskiej, 2 szwadron przy wylocie ul. Górskiej, a 3 szwadron ul. Parkowej, 2 szwadron 6 puł. koło ul. Górskiej naprzeciwko Lasku Sieleckiego. Zaimprowizowany szwadron z 9 i 6 pułków por. Stanisława Zitleben-Czerwińskiego bronił rejon Fortu Dąbrowskiego. Tego dnia szwadron por. S. Zitlebena-Czerwińskiego pomimo ostrzału niemieckiej artylerii odparł kilka natarć niemieckich na fort. Po godz. 16.00 szwadron improwizowany zluzowany został przez 3 szwadron rtm. Ksyka. Plutony szwadronu improwizowanego obsadziły wloty ulic Imielińskiej i Bzowej (por. rez. Koziebrodzkiego) oraz ul. Bukowej i Cisowej (ppor. rez. Sapiehy). 25 września bombardowania lotnicze i nawały artyleryjskie objęły 9 pułk ułanów, który poniósł znaczne straty w koniach. 3 szwadron w ciężkiej walce został wyparty z Fortu Dąbrowskiego, na główną pozycję przy ul. Chełmskiej, poniósł straty w zabitych i rannych. Pluton ppor. Sapiehy stracił 2 poległych ułanów. Po godz.16.00 3 szwadron został zluzowany przez 2 szwadron rtm. Bieleckiego, odparł on natarcie niemieckiej piechoty. 26 września pułk przesunięto na nowe stanowiska obronne przy ul Piusa XI. Wieczorem w trakcie wypadu patrolu zwiadowczego w kierunku Fortu Czerniakowski poległ ppor. rez. F. Wojdak. 27 września dowództwo “Armii „Warszawa” podjęło rozmowy kapitulacyjne. 28 września 9 pułk ułanów skierowano do koszar 1 pułku szwoleżerów, tam porządkowano pułk i przygotowywano się do kapitulacji. 29 września pułk złożył broń, część uszkadzając lub ukrywając. W trakcie kampanii wrześniowej z 9 pułku ułanów poległo 10 oficerów i ok. 90 szeregowych, rannych zostało ok. 200 ułanów. W trakcie walk zniszczono 7 czołgów niemieckich, 9 uszkodzono, a 1 zdobyto i spalono. Zniszczono i zdobyto kilkadziesiąt pojazdów mechanicznych. 28 września wieczorem do linii demarkacyjnej pomiędzy obu agresorami, mjr Tomaszewski odprowadził 360 ułanów 9 pułku wracających do miejsc zamieszkania.

### Oddział Zbierania Nadwyżek 9 puł.
Oddział Zbierania Nadwyżek 9 pułku ułanów, powstał równocześnie w Trembowli w koszarach pułku i w Stanisławowie w miejscu stacjonowania szwadronu zapasowego 9 puł. W pierwszych dniach września nadwyżki weszły w skład Ośrodka Zapasowego Podolskiej Brygady Kawalerii w Stanisławowie. W skład ośrodka wszedł także szwadron marszowy 9 puł. Ogółem w skład OZ Podolskiej BK weszło z 9 pułku ułanów; 8 oficerów zawodowych, 12 oficerów rezerwy, duża grupa podchorążych oraz kilkuset żołnierzy rezerwy. Ogółem w OZ Podolskiej BK pod dowództwem płk. Kazimierza Kuratowskiego sformowano; 8 szwadronów liniowych, szwadron ckm, szwadron kolarzy, szwadron pionierów, szwadron gospodarczy i pluton łączności. Szwadrony stacjonowały w Stanisławowie i pobliskich wsiach. Wszystkie szwadrony (poza kolarzami) posiadały zmobilizowane konie na stan. Ułani ośrodka byli szkoleni oraz budowali zapory przeciwczołgowe na zachód od Stanisławowa. W składzie ośrodka ze składu osobowego 9 pułku ułanów sformowano według niepotwierdzonych informacji 3 szwadrony liniowe i szwadron ckm. Ośrodek Zapasowy, a w jego składzie szwadrony z 9 puł. wieczorem 17 września wymaszerowały w kierunku miejscowości Otynia i przez Nadwórną, Delatyn, Jaremczę dotarły do granicy węgierskiej w rejonie Worochty. 19 września przez Przełęcz Tatarską OZ Podolskiej BK przeszedł na Węgry.14 września w trybie alarmowym sformowano ze stanu OZ Podolskiej BK, pułk marszowy Podolskiej BK pod dowództwem ppłk. Włodzimierza Gilewskiego w składzie czterech szwadronów bojowych, szwadronu gospodarczego, plutonów: ckm i kolarzy. Pułk marszowy prowadził działania osłonowe i asystencyjne w składzie Grupy „Stryj” w okresie od 15 do 17 września, a następnie wycofał się w kierunku miejscowości Wyszków przy granicy węgierskiej, którą przekroczył 19 września na Przełęczy Wyszkowskiej.
| Struktura organizacyjna i obsada personalna we wrześniu 1939 | Struktura organizacyjna i obsada personalna we wrześniu 1939 |
| Stanowisko                                                   | Stopień, imię i nazwisko                                     |
| Dowództwo                                                    | Dowództwo                                                    |
| ------------------------------------------------------------ | ------------------------------------------------------------ |
| dowódca pułku                                                | ppłk dypl. Klemens Stanisław Rudnicki                        |
| zastępca dowódcy pułku                                       | mjr Stefan Tomaszewski                                       |
| kwatermistrz                                                 | mjr Zygmunt Elsner                                           |
| adiutant                                                     | rtm. Stanisław Szczepan Juszczak                             |
| oficer ordynansowy                                           | por. rez. Kazimierz Antoni Rostworowski                      |
| oficer informacyjny                                          | rtm. Jerzy Poborowski (także dowódca 4 szwadronu)            |
| oficer broni                                                 | ppor. rez. Franciszek Longchamps de Bérier                   |
| oficer gazowy                                                | ppor. Edmund Romanowski                                      |
| dowódca szwadronu gospodarczego                              | rtm. Bohdan Stanisław Zaorski                                |
| wachmistrz szef                                              | wchm. Bolesław Filipowski                                    |
| oficer żywnościowy                                           | ppor. Franciszek Siarczyński                                 |
| płatnik                                                      | kpt. Andrzej Senderowicz                                     |
| lekarz                                                       | por. lek. Alfred Paczkowski                                  |
| lekarz weterynarii                                           | kpt. lek. wet. Walery Rutkowski                              |
| 1 szwadron                                                   |                                                              |
| dowódca 1 szwadronu                                          | rtm. Edward Stanisław Pałka                                  |
| dowódca I plutonu                                            | por. Zygmunt Małachowski                                     |
| dowódca I plutonu                                            | por. Wacław Moszyński                                        |
| dowódca II plutonu                                           | ppor. rez. Władysław Wierzbicki                              |
| dowódca III plutonu                                          | ppor. rez. Franciszek Wojdak                                 |
| szef szwadronu                                               | st. wachm. Stanisław Kryjak                                  |
| 2 szwadron                                                   |                                                              |
| dowódca 2 szwadronu                                          | rtm. Antoni Bielecki                                         |
| dowódca I plutonu                                            | ppor. Jan Dąbrowski                                          |
| dowódca I plutonu                                            | por. Zygmunt Małachowski                                     |
| dowódca II plutonu                                           | ppor. Kazimierz Rostworowski                                 |
| dowódca II plutonu                                           | ppor. rez. Tadeusz Dąbrowiecki                               |
| dowódca III plutonu                                          | ppor. Wacław Moszyński                                       |
| dowódca III plutonu                                          | ppor. Gustaw Zaborowski                                      |
| szef szwadronu                                               | st. wachm. Józef Więckowski                                  |
| 3 szwadron                                                   |                                                              |
| dowódca 3 szwadronu                                          | rtm. Edward Ksyk                                             |
| dowódca I plutonu                                            | por. Feliks Koziebrodzki                                     |
| dowódca I plutonu                                            | ppor. Bohdan Neuman                                          |
| dowódca II plutonu                                           | ppor. Bohdan Neuman                                          |
| dowódca II plutonu                                           | por. rez. Szczęsny Bolesta-Koziebrodzki                      |
| dowódca III plutonu                                          | por. rez. Stanisław Zeitleben-Czerwiński                     |
| szef szwadronu                                               | wachm. Franciszek Jaworski                                   |
| 4 szwadron                                                   |                                                              |
| dowódca 4 szwadronu                                          | rtm. Jerzy Poborowski                                        |
| dowódca I plutonu                                            | ppor. rez. Włodzimierz Ścibor-Rylski                         |
| dowódca II plutonu                                           | ppor. Gustaw Zaborowski                                      |
| dowódca II plutonu                                           | ppor. rez. Jan Nycz                                          |
| dowódca III plutonu                                          | ppor. Leon Hecynowski                                        |
| dowódca III plutonu                                          | ppor. rez. Franciszek Saczyński                              |
| dowódca III plutonu                                          | ppor. Leon Hochnowski                                        |
| szef szwadronu                                               | wachm. Józef Panko                                           |
| szwadron ckm                                                 |                                                              |
| dowódca szwadronu ckm                                        | rtm. Bronisław Ciepiela                                      |
| dowódca I plutonu                                            | por. Kazimierz Klaczyński                                    |
| dowódca II plutonu                                           | ppor. rez. Lew Sapiecha                                      |
| dowódca II plutonu                                           | ppor. rez. inż. Franciszek Żeleski                           |
| dowódca III plutonu                                          | ppor. inż. Franciszek Żeleski                                |
| dowódca III plutonu                                          | ppor. rez. Lew Sapieha                                       |
| szef szwadronu                                               | wachm. Wojciech Jacek                                        |
| pododdziały specjalne                                        |                                                              |
| dowódca plutonu kolarzy                                      | ppor. Włodzimierz Siemiński                                  |
| dowódca plutonu przeciwpancernego                            | por. Józef Kołat                                             |
| dowódca plutonu łączności                                    | rtm. Michał Kowalski                                         |

### Kawalerowie Virtuti Militari
Żołnierze pułku odznaczeni Orderem Virtuti Militari za wojnę 1939–1945
Za zasługi bojowe w kampanii wrześniowej pułk odznaczony został na sztandar orderem Virtuti Militari V klasy.
W 1966 roku Kapituła Orderu Virtuti Militari potwierdziła nadanie odznaczenia po zakończeniu obrony Warszawy w 1939 roku. Dekretem z dnia 11 listopada 1966 roku, Kanclerz Kapituły gen. Władysław Anders w uznaniu czynów niezwykłego męstwa w okresie II wojny światowej 1939–1945 ostatecznie zatwierdził nadanie pułkowi Krzyża Srebrnego Orderu Wojennego Virtuti Militari.
Odznaczeni Złotym Krzyżem Orderu Virtuti Militari
- ppłk Klemens Rudnicki

Odznaczeni Srebrnym Krzyżem Orderu Virtuti Militari

- mjr Tomaszewski Stefan
- rtm. Bielecki Antoni
- rtm. Ciepiela Bronisław
- rtm. Juszczak Stanisław
- rtm. Kowalski Michał
- rtm. Ksyk Edward
- rtm. Poborowski Jerzy
- por. Klaczyński Kazimierz
- por. Koziebrodzki Feliks
- por. Małachowski Zygmunt
- por. Muszyński Wacław
- por. dr Paczkowski Alfred
- ppor. Dąbrowiecki Tadeusz
- ppor. Longchamps de Bérier Franciszek
- ppor. Neuman Bohdan
- ppor. Romanowski Edward
- ppor. Rostworowski Kazimierz
- ppor. Ścibor-Rylski Włodzimierz
- ppor. Siemiński Włodzimierz
- ppor. Wojdak Franciszek
- wachm. Filipowski Bolesław
- wachm. Jacek Wojciech
- kpr. Bonczar Paweł
- kpr. Kubaczkowski
- st. uł. Drozd Kazimierz
- st. uł. Gołębiowski Stanisław
- st. uł. Mazik Hieronim
- uł. Borowski Władysław

Za kampanię wrześniową sztandar pułku odznaczony został Krzyżem Virtuti Militari, a dowódca – Krzyżem Virtuti Militari IV kl. Krzyżami Virtuti Militari V kl. odznaczono 13 oficerów i 20 szeregowych, natomiast Krzyżami Walecznych – 14 oficerów i 50 szeregowych.

## Symbole pułkowe

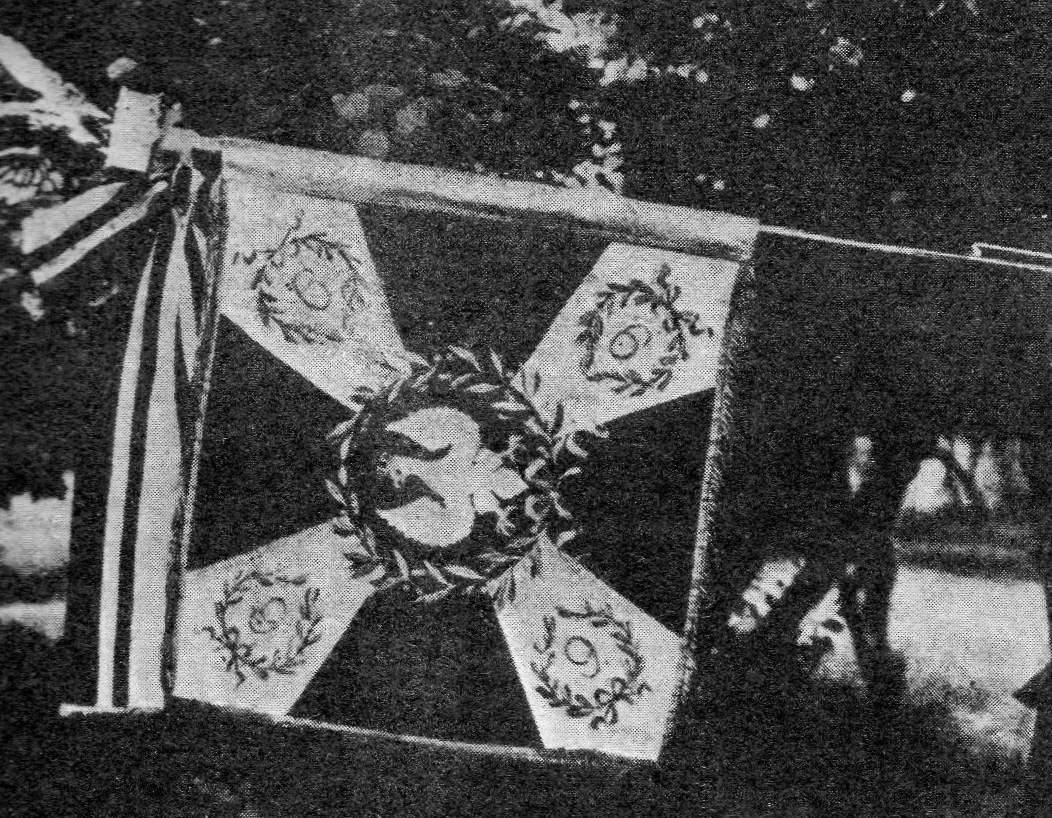
Sztandar pułkowy w 1920

### Sztandar pułku
Ufundowany przez społeczeństwo ziemi drohobyckiej, wręczony został w Drohobyczu w maju 1920 roku, wysłanej specjalnie z frontu delegacji pułku. Sztandar dołączył do reszty pułku dopiero w listopadzie 1920 roku.
W 1939 roku sztandar przeszedł cały szlak bojowy pułku. Oddany został na przechowanie 29 września proboszczowi kościoła św. Antoniego w Warszawie. Kościół ten został spalony i doszczętnie zburzony podczas Powstania Warszawskiego w 1944 roku. Wtedy też najprawdopodobniej uległ zniszczeniu płat sztandaru. Ocalała jednak głowica sztandaru z Orłem, która znajduje się obecnie w zbiorach Muzeum Wojska Polskiego w Warszawie.
Odtworzony w 1944 roku w Szkocji pułk otrzymał sztandar ufundowany i ofiarowany przez społeczeństwo miasta Glasgow.

### Święto pułku
Święto pułku przypadało 31 sierpnia, w rocznicę bitwy pod Komarowem. Obchodzone było uroczyście, z udziałem licznie zaproszonych gości, wojskowych i cywilnych. Rozpoczynało się ono mszą polową. Po obowiązkowej defiladzie odbywał się uroczysty raport, odczytywano rozkaz dowódcy pułku, wręczano nagrody i odznaki pułkowe. Następnie odbywał się wspólny obiad z udziałem dowódcy, oficerów i zaproszonych gości. Święto kończył festyn i bal oficerski.

### Barwy pułku
| Proporczyk | Opis                                                               |
| ---------- | ------------------------------------------------------------------ |
|            | proporczyk amarantowo-biały z żyłką biało-amarantową               |
|            | proporczyk dowództwa w 1939                                        |
|            | proporczyk 1 szwadronu w 1939                                      |
|            | proporczyk 2 szwadronu w 1939                                      |
|            | proporczyk 3 szwadronu w 1939                                      |
|            | proporczyk 4 szwadronu w 1939                                      |
|            | proporczyk 5 szwadronu ckm w 1939                                  |
|            | proporczyk plutonu łączności w 1939                                |
| Inne       | Opis                                                               |
|            | Na czapce rogatywce – otok amarantowy                              |
|            | Spodnie długie ciemnogranatowe, lampasy amarantowe, wypustka biała |
|            | „Łapka” (do 1921) – karmazynowa                                    |

### Odznaka pamiątkowa
wzór 1

Odznakę stanowi srebrny krzyż ułożony z czterech toporów zarysowujących koło na tarczy pokrytej białą i czerwoną emalią. W środku krzyża nałożony numer i inicjał 9 U, na poziomych ramionach wpisano datę 23 XI 1918. Trzyczęściowa – wykonana w tombaku ze złoconymi inicjałami pułku. Wymiary: 40x40 mm. Projekt: Tadeusz Komorowski. Wykonanie: Stanisław Lipczyński – Warszawa.
wzór 2

Zatwierdzona Dz. Rozk. MSWojsk. nr 35, poz. 379 z 14 grudnia 1928 roku. Posiada kształt krzyża Rupperta o zaokrąglonych wypukło ramionach, pokrytych białą emalią ze srebrnymi krawędziami. W środku nałożona okrągła tarcza, na której wpisano numer i inicjał 9 U. Dwuczęściowa – oficerska, wykonana w srebrze, emaliowana, na rewersie próba srebra. Wymiary: 37x37 mm. Wykonanie: Józef Kweksilber – Warszawa.
7 sierpnia 1939 żołnierze 9 pułku ułanów Małopolskich z dowódcą płk. Rudnickim na czele przybyli do Jazłowca i złożyli u stóp Matki Bożej Jazłowieckiej odznakę pułkową jako wotum.

### Żurawiejki
| Zmienił Czortków na Trembowlę, teraz płacze jak niemowlę.                  | A dziewiąty chce czy nie chce, pod siodłami wozi wiechcie. | Dobrzy w polu, źle odziani, Borkowskiego to ułani.   |
| Pułk dziewiąty chce czy nie chce, pod siodłami wozi wiechcie.              | W szarży lecą jak szatany, Borkowskiego to ułany.          | A dziewiąty pułk morowy, rzuca lance, hajda w rowy.  |
| Na Podolu wśród zbóż łanów, strzeże granic pułk ułanów.                    | Zakwitały białe róże, od krwi naszej, przed Podgórzem.     | Zakwitały białe róże, na krwi naszej, pod Podgórzem. |
| Po każdej zwrotce: Lance do boju, szable w dłoń, bolszewika goń, goń, goń! |                                                            |                                                      |

## „Małopolscy ułani”

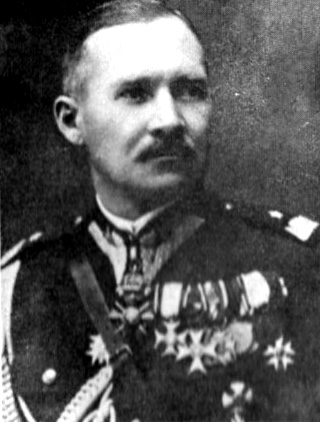
Stefan Jacek Dembiński

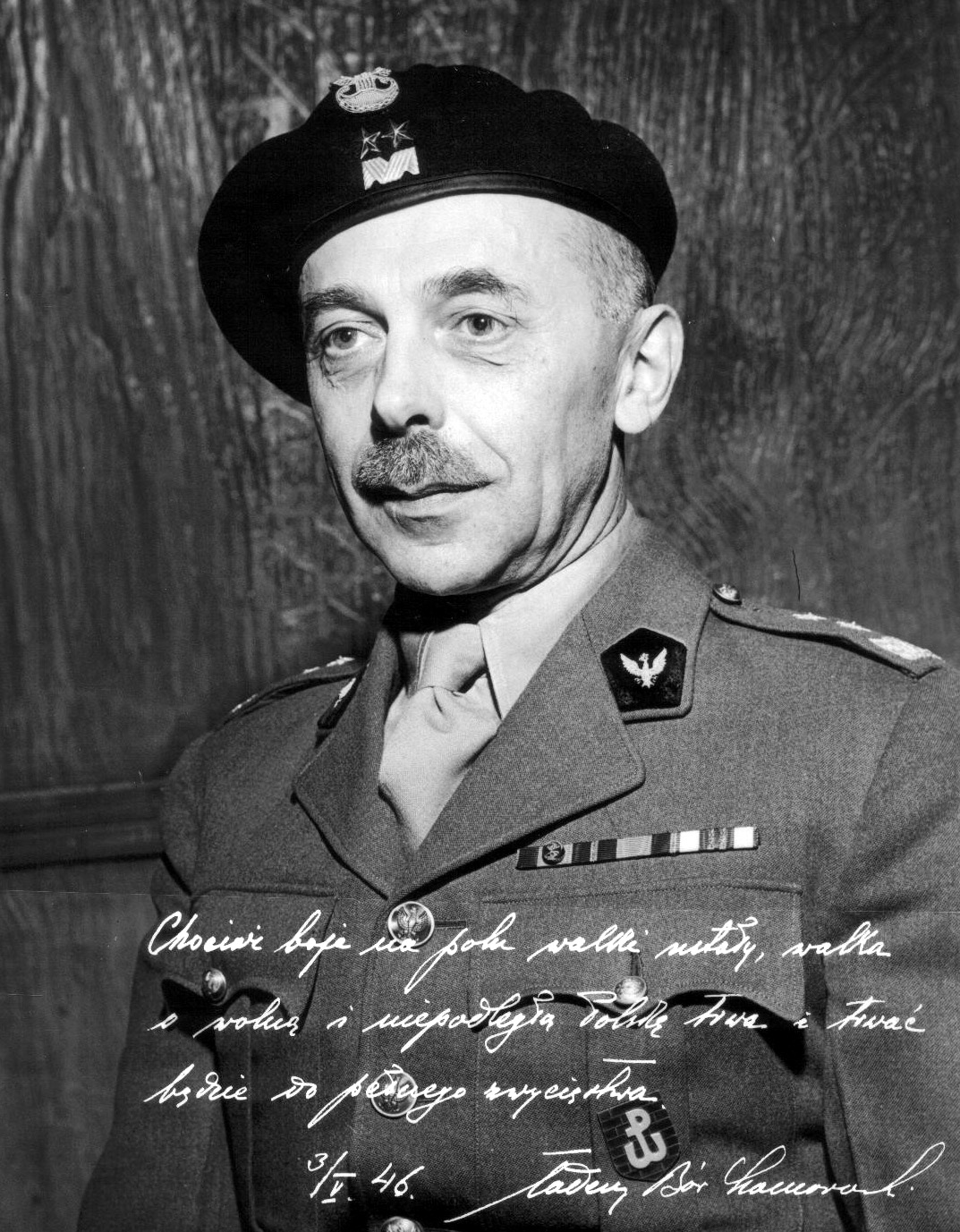
Tadeusz Komorowski

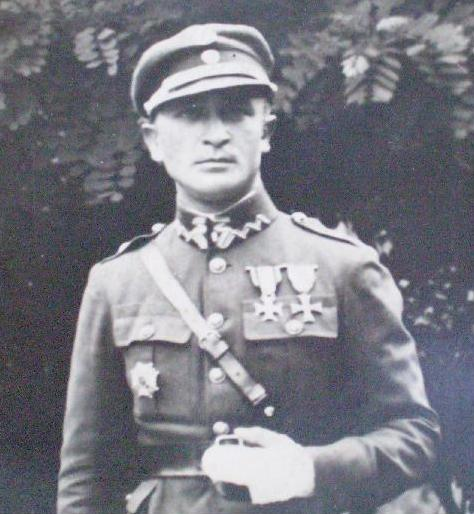
Edward Pisula

### Dowódcy i zastępcy dowódcy pułku
| Stopień, imię i nazwisko         | Okres pełnienia służby             | Kolejne stanowisko    |
| Dowódcy pułku                    | Dowódcy pułku                      | Dowódcy pułku         |
| -------------------------------- | ---------------------------------- | --------------------- |
| rtm. Józef Dunin-Borkowski       | 1918–1919                          |                       |
| mjr Zygmunt Bartmański           | † 18/19 V 1919                     |                       |
| mjr Józef Dunin-Borkowski        | 1919 – †3 VII 1920                 |                       |
| mjr Stefan Jacek Dembiński       | VII 1920 – X 1921                  |                       |
| płk kaw. Stanisław Pomiankowski  | 1921 – 1927                        |                       |
| płk SG Jan Janusz Pryziński      | 23 V 1927 – 28 I 1928              | dyspozycja MSW        |
| ppłk kaw. Tadeusz Komorowski     | p.o. I 1928 i dca I 1929 – XI 1938 | komendant CWKaw       |
| ppłk dypl. kaw. Klemens Rudnicki | 1938–1939                          |                       |
| Zastępcy dowódcy pułku           |                                    |                       |
| mjr kaw. Roman Machnicki         | V 1919 – 18 III 1921               |                       |
| ppłk kaw. Mieczysław Rożałowski  | do 20 XI 1924                      | dowódca 6 puł.        |
| ppłk kaw. Edmund Słonecki        | 1924                               |                       |
| ppłk kaw. Tadeusz Komorowski     | XII 1927 – I 1929                  | dowódca pułku         |
| mjr dypl. kaw. dr Hilary Kossak  | VII 1929 – I 1931                  | dyspozycja szefa SG   |
| ppłk kaw. Andrzej Kuczek         | I 1931 – 12 II 1936                | dowódca 12 puł        |
| ppłk kaw. Edward Wania           | 1936 – 1937                        | komendant SPRez. Kaw. |
| mjr kaw. Stefan Tomaszewski      | do IX 1939                         |                       |

### Żołnierze 9 pułku ułanów – ofiary zbrodni katyńskiej
Biogramy ofiar zbrodni katyńskiej znajdują się między innymi w bazach udostępnionych przez Ministerstwo Kultury i Dziedzictwa Narodowego oraz Muzeum Katyńskie.
| Nazwisko i imię | stopień              | zawód              | miejsce pracy przed mobilizacją | zamordowany |
| --------------- | -------------------- | ------------------ | ------------------------------- | ----------- |
| Kozieł Jan      | podporucznik rezerwy | prawnik            | praktyka w Krywnem              | Katyń       |
| Pitera Jan      | podporucznik rezerwy | lekarz weterynarii |                                 | Katyń       |

## Tradycje pułku i pamięć o nim
9 Pułk Ułanów kultywował tradycje 9 Pułku Ułanów Księstwa Warszawskiego, który w czasie kampanii napoleońskiej 1812 wchodził w skład dywizji lekkiej gen. Aleksandra Girardina. Po kapitulacji 1939 roku tradycje pułku przejął formowany we Francji Oddział Rozpoznawczy. Używał on proporca pułku, a jego żołnierze nosili barwy pułku na kołnierzykach mundurów. Po klęsce Francji oddział, ewakuowany do Szkocji podtrzymywał tradycje i barwy pułku aż do ponownego sformowania 9 Pułku Ułanów Małopolskich 8 stycznia 1944 roku.
Koło Pułkowe zostało założone w Szkocji w 1946 roku. Pamiątki pułkowe złożono w Muzeum Wojska Polskiego w Banknock. Poza biuletynami Koło Pułkowe wydało szereg pozycji bibliograficznych i graficznych.